# Venera 2
Venera 2 est une sonde spatiale de la classe Zond, lancée le 12 novembre 1965 par les soviétiques dans le cadre du programme Venera d'exploration de Vénus.
Les autorités soviétiques indiquent peu après le lancement que les instruments qui équipent Venera 2 et son jumeau Venera 3 doivent mesurer la composition chimique de l'atmosphère de Vénus, son champ magnétique et l'action de son atmosphère sur les ondes radio, infrarouge et ultraviolette.
Après une correction de trajectoire le 26 décembre 1965, elle survole la planète le 27 février 1966, à une altitude de 23 800 km avant d'entrer en orbite autour du Soleil. Cependant, son système de transmission fut endommagé avant d'atteindre la planète, et aucune donnée scientifique sur la planète ne fut reçue.